# یواس‌اس گیتارو (اس‌اس-۳۶۳)
یواس‌اس گیتارو (اس‌اس-۳۶۳) (به انگلیسی: USS Guitarro (SS-363)) یک زیردریایی بود که طول آن ۳۱۱ فوت ۹ اینچ (۹۵٫۰۲ متر) بود. این زیردریایی در سال ۱۹۴۳ ساخته شد.